# مانو پلوتون
امانوئل «مانو» پلوتون (فرانسوی: Emmanuel "Manu" Pluton‎؛ ‏ ۷ ژانویهٔ ۱۹۴۲) بازیگر سینما، بازیگر پورنوگرافی، بدن‌ساز اهل فرانسه است. وی در یونیورس چمپیونشیپز به مقام ششم دست یافته بود. وی در دههٔ ۱۹۸۰ به ایالات متحده آمریکا نقل مکان کرد و در آنجا رئیس انجمن ملی بدنسازان آماتور کالیفرنیا جنوبی و همچنین برندهٔ «رقابت‌های ملی قهرمانی استادان بدنسازی» شد.
از فیلم‌هایی که وی در آن‌ها نقش داشته است، می‌توان به فلسفه در اتاق خواب اشاره نمود.